# Chrysothlypis
Chrysothlypis és un gènere d'ocells de la família dels tràupids (Thraupidae).

## Taxonomia
Segons la Classificació del Congrés Ornitològic Internacional (versió 2.5, 2010) aquest gènere està format per dues espècies:
- Chrysothlypis salmoni - tàngara carminada.
- Chrysothlypis chrysomelas - tàngara negre-i-groga.